# Barry Coward
Barry Coward (ur. 22 lutego 1941 w Rochdale, zm. 17 marca 2011) – angielski historyk, profesor, wieloletni wykładowca Birkbeck w University of London, autor licznych publikacji historycznych, ekspert w dziedzinie epoki Stuartów.

## Życiorys
Coward urodził się 22 lutego 1941 w Rochdale w hrabstwie Wielki Manchester, gdzie uczęszczał do tamtejszego gimnazjum. Studia historyczne ukończył na uniwersytecie w Sheffield. W 1966 roku uzyskał tytuł doktora nauk historycznych. W tym samym roku został zatrudniony jako wykładowca w Birkbeck, z którym związany był przez 40 lat, do momentu przejścia na emeryturę w 2006. W swojej karierze Coward pełnił także funkcję kierownika wydziału oraz dziekana do spraw sztuki. Ponadto od 1995 roku był prezesem londyńskiego Historical Association, a w latach 1999–2009 był prezesem Cromwell Association.
Zmarł na raka 17 marca 2011.

## Poglądy polityczne
Był zwolennikiem Partii Pracy i jej podstawowych wartości.

## Życie prywatne
Od 1967 był żonaty z Shirley, z którą miał trójkę dzieci – synów: Anthony'ego i Nicka oraz córkę Lynnę.

## Wybrane publikacje
- The Stuart Age (1980) – wydanie polskie: Stuartowie. Anglia 1603-1714, Wydawnictwo Astra, Kraków 2020.
- The Stanleys, Lords Stanley and Earls of Derby 1385-1672: The Origins, Wealth and Power of a Landowning Family (1983).
- The Social Change and Continuity in Early Modern England, 1550-1750 (1988).
- Oliver Cromwell (1991).
- The Cromwellian Protectorate (2002).
- A Companion to Stuart Britain (2003).